# Хелмкен (водопад)
Хелмкен (англ. Helmcken Falls) — водопад на реке Мертл в провинциальном парке Уэллс-Грей на юго-востоке канадской провинции Британская Колумбия. Высота непрерывного свободного падения воды — 137 м, что делает Хелмкен самым высоким водопадом в парке, четвёртым по этому показателю в провинции, и пятым в стране.
Находится на юго-западе парка в нижнем течении Мертл, около её впадения в реку Клируотер, являющуюся правым притоком Норт-Томпсон.
Водопад назван в 1913 году премьер-министром Британской Колумбии сэром Ричардом Макбрайдом, в честь врача Джона Себастьяна Хелмкена.